# San Biagio della Cima
San Biagio della Cima (en ligur San Giàixu) és un comune italià, situat a la regió de la Ligúria i a la província d'Imperia. El 2015 tenia 1.329 habitants.

## Geografia
Té una superfície de 4,31 km² i limita amb Camporosso, Dolceacqua, Perinaldo, Soldano, Vallebona i Vallecrosia.

## Evolució demogràfica
| Gràfica d'evolució de San Biagio della Cima entre 1861 i 2011 |
|                                                               |
| Font: ISTAT                                                   |